# Sentit comú
El sentit comú és "la consciència del sentir", segons el Diccionari de Filosofia de Josep Ferrater Mora. No respon a cap òrgan sensible específic, sinó que es tracta d'una funció intel·lectual que unifica tots els altres sentits; com a tal, permet discriminar i comparar les dades sensibles, percebre i ordenar sensacions constituint així l'eina que fa possible fonamentar la consciència sobre la realitat sensible i donar una estructura a la imaginació. Aquest concepte, que en català és sovint associat al seny, té una llarga tradició en filosofia, que ja fou emprat per Aristòtil al De Anima (III, I, 425 a 14 i ss).

## Història del concepte
El concepte fou també usat pels estoics i, sobretot per l'escolàstica i per Tomàs d'Aquino. En la filosofia escocesa de la Il·lustració el concepte fou recuperat per Thomas Reid i ha estat bàsic en la tradició de l'Escola de filosofia de Barcelona i en el pensament català.
Thomas Reid atorga al sentit comú, bàsicament, tres maneres diferents però mútuament complementàries. Per una part, el sentit comú el considera com una facultat originària i natural que és una part constitutiva de la ment, una capacitat mental que ajuda a percebre, raonar i actuar amb correcció als éssers humans madurs de qualsevol època i cultura. Per una altra part, en la seva interacció amb el món, en l'ésser humà s'originen una sèrie indeterminada de creences o primers principis molt bàsics i inqüestionables (principis del sentit comú) que fan possible la formulació precisa d'enunciats i judicis (judicis de sentit comú), capaços de guiar amb eficàcia als éssers humans en les seves percepcions sensibles, els seus raonaments i les seves accions en la vida. Per acabar, el sentit comú és equivalent a l'anomenat “bon sentit” (sensatesa o prudència), una habilitat que s'utilitza per aplicar amb correcció els primers principis a les situacions pràctiques de la vida i emetre, així, judicis de caràcter prudencial.
G.E. Moore és el filòsof més important que al segle passat reivindicà el sentit comú considerant-lo un criteri d'acceptació universal, relatiu a les creences que d'una manera general se suposa que són verdaderes. El sentit comú no constitueix prova de veritat sinó de plausibilitat i, per tant, té un sentit de prudència.
Karl Popper, important filòsof i sociòleg del segle xx, també parla del sentit comú. Si bé creu que tant la ciència com la filosofia segueixen totes el sentit comú, ell el defineix com un fonament no segur amb connotacions vagues i canviants. El considera com un coneixement bàsic del qual es parteix, però remarca la importància que totes les creences poden ser criticades i qüestionades en qualsevol moment. De fet, al llarg de la història les creènces de sentit comú han estat criticades com per exemple la creença en què la terra era plana fou de sentit comú fins al segle xv. Quan es produeix aquest tipus de crítiques, aquelles creences de sentit comú són modificades o, fins i tot, reemplaçades per una de nova. Així doncs ell parla de “sentit comú il·lustrat” identificant-lo amb la ciència i la filosofia.
Des d'una perspectiva sociològica el sentit comú es defineix, més aviat com un conjunt de principis, percepcions, expectatives, pràctiques i creences que són compartides pels membres d'una comunitat, i que es consideren immediats i autoevidents. Autors com ara Norman Fairclough relacionen el sentit comú amb la manifestació dels valors d'una determinada ideologia on la invisibilitat és la clau de l'èxit de la penetració dels valors d'una ideologia en tota la societat i és la manera més adequada per mantenir-los. Els mitjans de comunicació i altres institucions, com a elements portadors d'ideologia dominant, aconsegueixen reproduir les representacions mentals d'aquesta ideologia sota el fals embolcall de l'evidència col·lectiva o sentit comú. Així doncs, la reproducció d'aquests valors dins un sentit comú construït s'intenta fer per mitjà d'allò que esdevé com un acte de violència simbòlica (Pierre Bourdieu).